# Karlovačka pivovara
Karlovačka pivovara is een bierbrouwerij in Karlovac in Kroatië. Hier wordt het bier Karlovačko gebrouwen. Deze brouwerij is in april 2003 overgenomen door Heineken.